# Železný Brod
Železný Brod (Duits: Eisenbrod) is een Tsjechische stad in de regio Liberec, en maakt deel uit van het district Jablonec nad Nisou. Het ligt in het Boheems Paradijs.
Železný Brod telt 6492 inwoners. Dichtstbijzijnde plaats is Turnov.
Železný Brod was tot 1945 een plaats met een overwegend Duitstalige bevolking. Na de Tweede Wereldoorlog werd de Duitstalige bevolking verdreven.

## Bestuurlijke indeling
Tot Železný Brod behoren de stadsdelen Bzí (Nabsel), Veselí (Wesseli), Těpeře (Tiepersch), Chlístov (Chlistow), Splzov (Spilsow), Pelechov (Pelechow), Hrubá Horka (Großhorka), Malá Horka (Kleinhorka), Jirkov (Jirkau), Střevelná (Strewelna), Horská Kamenice (Gebirgskamnitz) en Železný Brod (Eisenbrod).

## Bezienswaardigheden
- Trávníky, 1754
- Klemencovsko, Stadsmuseum met glas und van J.Brychtová en S.Libenský
- Běliště (1807) met een verzameling sculpturen
- Kerk van de Heilige Johannes Nepomuk
- Kerk van de Heilige Jakob

## Geboren in Železný Brod
- Johann Joseph Antonius Eleazar Kittel (1703-1783), arts

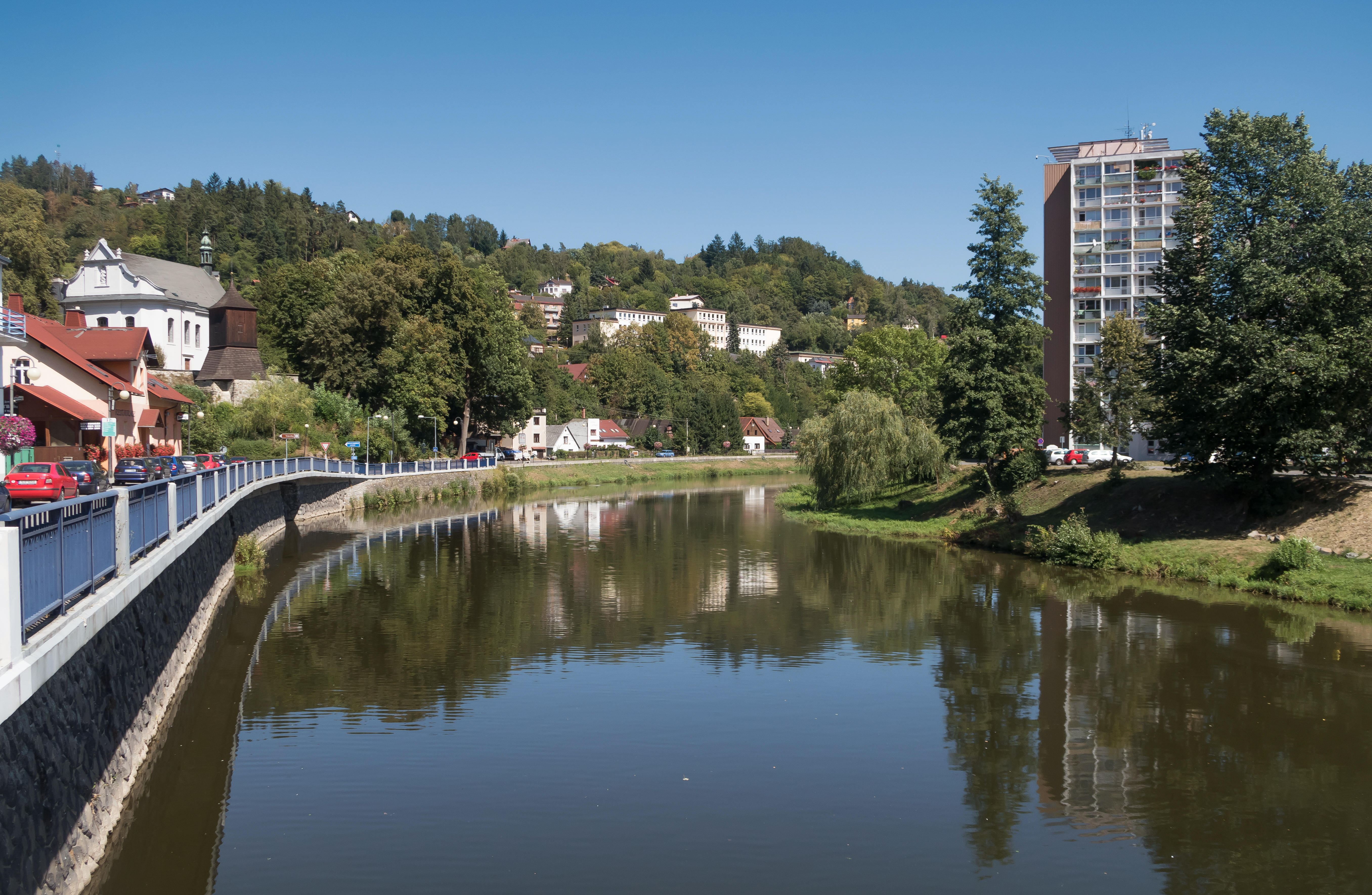
De Jizera door Železný Brod

Albrechtice v Jizerských horách · Bedřichov · Dalešice · Desná · Držkov · Frýdštejn · Harrachov · 
Jablonec nad Nisou · Janov nad Nisou · Jenišovice · Jílové u Držkova · Jiřetín pod Bukovou · Josefův Důl · Koberovy · Kořenov · Líšný · Loužnice · Lučany nad Nisou · Malá Skála · Maršovice · Nová Ves nad Nisou · Pěnčín · Plavy · Pulečný · Radčice · Rádlo · Rychnov u Jablonce nad Nisou · Skuhrov · Smržovka · Tanvald · Velké Hamry · Vlastiboř · Zásada · Zlatá Olešnice · Železný Brod